# Крезий
Крези́й (фр. Crézilles) — коммуна во французском департаменте Мёрт и Мозель региона Лотарингия. Относится к кантону Туль-Сюд.

## География
Крезий расположен в 65 км к югу от Меца и в 26 км к юго-западу от Нанси. Соседние коммуны: Жи и Мутро на севере, Оше на востоке, Баньо и Аллен на юге, Бюллиньи на западе, Аллам на юго-западе, Блено-ле-Туль и Мон-ле-Виньобль на северо-западе.

## История
- На территории коммуны находятся следы галло-романского периода, в частности, древнеримского тракта Лион — Трир, термы.

## Демография
Население коммуны на 2010 год составляло 256 человек.
| 1962 | 1968 | 1975 | 1982 | 1990 | 1999 | 2010 |
| ---- | ---- | ---- | ---- | ---- | ---- | ---- |
| 221  | 185  | 163  | 166  | 199  | 224  | 256  |

## Достопримечательности
- Церковь XIX века.